# Poroi, Burgas
Poroi (în bulgară Порой) este un sat în comuna Pomorie, regiunea Burgas,  Bulgaria. 

## Demografie
Componența etnică a satului Poroi
     Turci (47,51%)
     Bulgari (33,48%)
     Romi (12,48%)
     Nicio identificare (6,51%)
La recensământul din 2011, populația satului Poroi era de 905 locuitori. Nu există o etnie majoritară, locuitorii fiind turci (47,51%), bulgari (33,48%) și romi (12,48%). Pentru 6,51% din locuitori nu este cunoscută apartenența etnică.